# Famicom Jump: Hero Retsuden
Famicom Jump: Hero Retsuden (ファミコンジャンプ 英雄列伝 Famikon Janpu Hīrō Retsuden?, La Historia de los Heroes) es un videojuego de acción RPG creado por la compañía TOSE para la consola Famicom. Fue distribuido por Bandai y publicado exclusivamente en Japón el 15 de febrero de 1988. El juego fue creado para conmemorar el aniversario número 20 de la creación de la revista de edición semanal Shōnen Jump, y combina a los héroes y villanos principales de sus más exitosas entregas.

## Argumento
En el juego, el personaje del jugador es un joven lector de la revista Shōnen Jump, quien es teletransportado a un universo en donde se une a los héroes más poderosos para enfrentarse a un ejército de villanos liderados por el temible Piccolo Daimaō. Con respecto a Dragon Ball, el juego sigue brevemente el argumento presentado en la Saga de la Patrulla Roja y en la Saga de Piccolo Daimaō. Al finalizar el juego, un final celebrando el 20º aniversario de Shōnen Jump aparece mientras los héroes entran en escena.

## Personajes

### Seleccionables
- Kenshiro (Hokuto no Ken)
- Nukusaku Aida (Tsuide ni Tonchinkan)
- Son Goku (Dragon Ball)
- Ryo Saeba (City Hunter)
- Arale Norimaki (Dr. Slump)
- Seiya de Pegaso (Saint Seiya)
- Momotaro Tsurugi (Sakigake!! Otokojuku)
- Bankichi Tokawa (Otoko Ippiki Gaki Daishō)
- Reiki Kikoku (God Sider)
- Joseph Joestar (JoJo's Bizarre Adventure)
- Jouji Kanno (Doberman Deka)
- Isamu (Kōya no Shonen Isamu)
- Tsubasa Oozora (Capitán Tsubasa)
- Tarou Yamashita (Kenritsu Umisora Kōkō Yakyūbuin Yamashita Tarō-kun)
- Kyūichi Uno (Astro Kyūdan)
- Kinniku Suguru (Kinnikuman)

### Personajes no seleccionables
- Piccolo Daimaō (Dragon Ball)
- Piccolo (Dragon Ball)
- Karin (Dragon Ball)
- Dr. Mashirito (Dr. Slump)
- Kankichi Ryotsu (Kochikame)
- Robert Edward O. Speedwagon (JoJo's Bizarre Adventure)
- Santana (JoJo's Bizarre Adventure)
- Erina Joestar (JoJo's Bizarre Adventure)
- Esidisi (JoJo's Bizarre Adventure)